# Relicario de la Vera Cruz (catedral de Astorga)
El Relicario de la Vera Cruz pertenece al tesoro de la catedral de Astorga (León, España), está datado de finales del siglo XII y es de autor desconocido. Dice la tradición que este relicario perteneció a los templarios de Ponferrada y que para guardar el Lignum Crucis, mandaron construir esta bella cruz de orfebrería.

## Descripción
El relicario de una altura total de 45,50 cm, consta de dos partes:
- la cruz de oro y pedrería, que por su estilo se ha datado del siglo XIII
- la peana que la sostiene, de plata dorada y fechada del siglo XII, se cree que fue aprovechada de un antiguo relicario, acaso de la primitiva cruz que al ser más sencilla se creyó necesario su sustitución por la actual mucho más rica en sus materiales.

### La Cruz
La cruz mide 25,5 cm y tiene brazos dobles como la del relicario de la Vera Cruz de Caravaca y algunas otras cruces bizantinas. 
En el anverso, la chapa de oro es bastante gruesa y en su centro están engastados los filamentos de la Vera Cruz. El trabajo es de filigrana y lleva insertados entre espirales pequeños rubíes, esmeraldas, turquesas y zafiros. En los extremos de la cruz, las piedras son de tamaño mayor. Se ha relacionado este estilo de filigrana con talleres franceses del siglo XIII y principalmente con el cáliz de Reims.
El reverso está cubierto también por una chapa de oro, con la decoración realizada a buril y en el centro se encuentra el Crucifijo, rodeado por los símbolos de los cuatro evangelistas (Tetramorfos), el Cordero (Agnus Dei) y los bustos de la Virgen María y San Juan, todos cincelados y con estilo ya gótico.

### La peana
La peana mide 20 cm, es de plata dorada y está considerada como una pieza de las más bellas de la platería románica española.
Sobre una base octogonal, cincelada con ornamentación de follajes y cenefas con rosetas, se apoyan tres vástagos, verticales y en espiral con hojas caladas y entre ellos tres animales que representan a unos leones con melenas, realizadas también con espirales cinceladas. Los tres leones se sujetan con las patas traseras al pie central y giran sus cabezas hacia este mismo eje. Sobre estos animales y unos tallos arrollados, parte el cuerpo alto, primero con unas hojas de acanto, se ensancha con una esfera y remata con seis tallos en espiral de cuyo centro sale el vástago que sostiene la cruz, en cuyo arranque hay la pieza de enlace realizada con una esfera cincelada en el centro. El trabajo de cincelado, repujado y fundido de esta pieza, su distribución armoniosa y la composición artística del empleo de animales y vegetales, explican su aprovechamiento para la cruz del relicario.
La datación del siglo XII de esta peana se llevó a cabo por la similitud de la técnica con otro soporte de relicario que existe en la misma catedral, así como el nudo del cáliz del Monasterio de San Salvador (Celanova), lo que induce a creer en un taller local del que saldrían estas tres piezas de orfebrería románica.